# Cyclocosmia liui
Espèce
Cyclocosmia liui est une espèce d'araignées mygalomorphes de la famille des Halonoproctidae.

## Distribution
Cette espèce est endémique du Guizhou en Chine,. Elle se rencontre sur le mont Fanjing.

## Description
La femelle holotype mesure 22,50 mm.

## Étymologie
Cette espèce est nommée en l'honneur de Feng-xiang Liu.

## Publication originale
- Xu, Xu, Li, Pham & Li, 2017 : Trapdoor spiders of the genus Cyclocosmia Ausserer, 1871 from China and Vietnam (Araneae, Ctenizidae). ZooKeys, no 643, p. 75-85 (texte intégral).